# Buchdruckerwappen

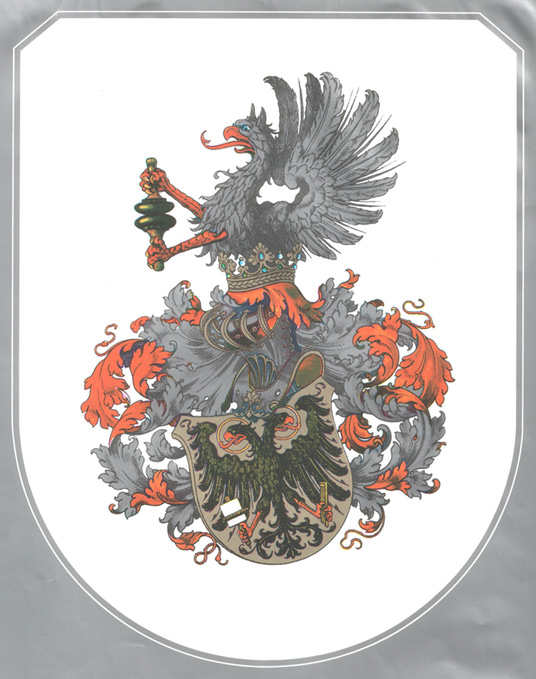
Buchdruckerwappen

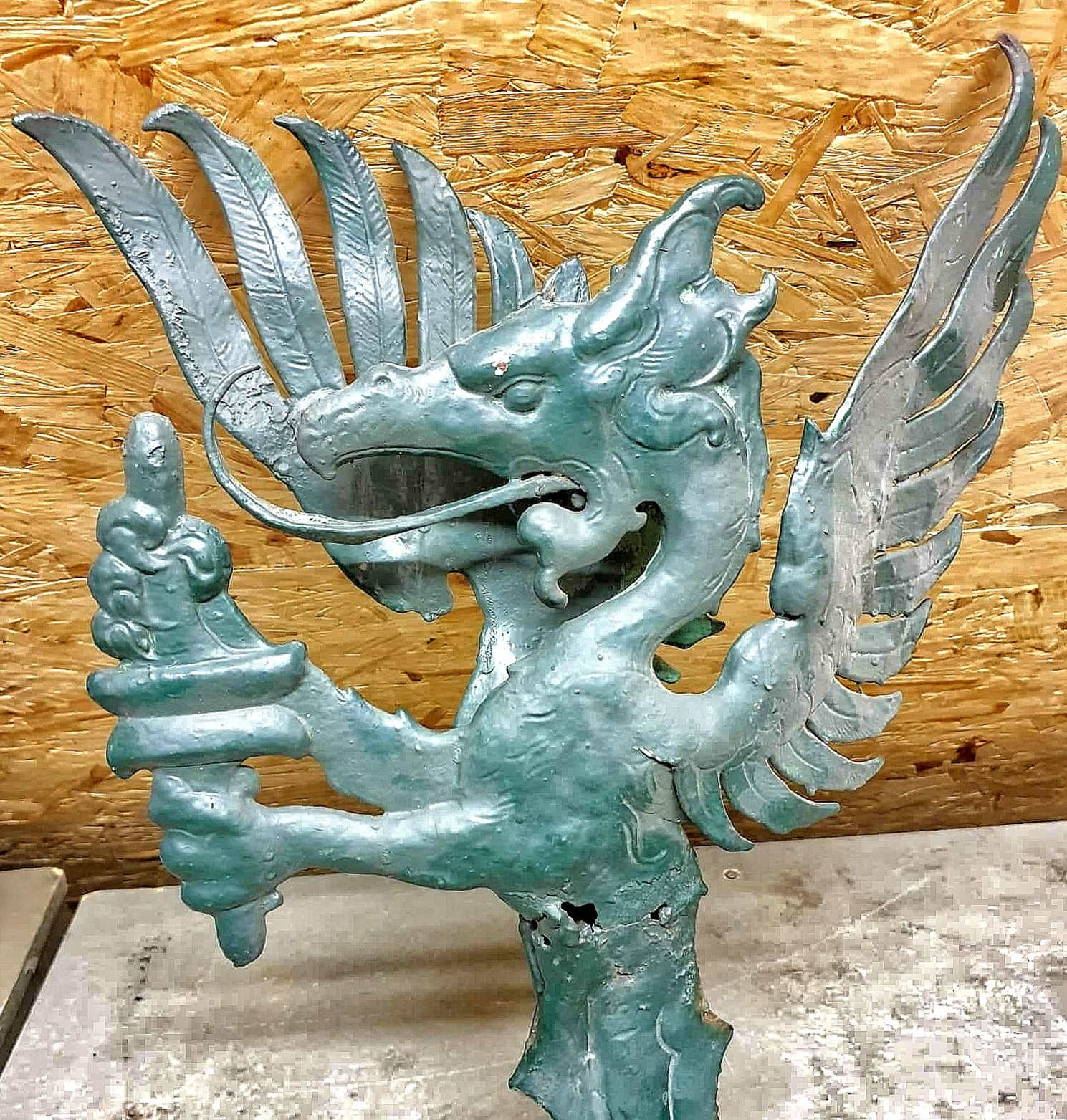
Druckergreif, Aufsatz vom ehem. Hoftor der Buchdruckerei Emil Sommer Grünstadt, 1907 (jetzt Museum Grünstadt)

Das Wappen der Zunft der Buchdrucker wurde im Buchgewerbe vor allem von Buchdruckern und Schriftsetzern verwendet.
Blasonierung:
Im goldenen Schild ein schwarzer Doppeladler, der in den Fängen rechts ein Tenakel mit Divisorium, links einen Winkelhaken hält, am Spangenhelm aus der Krone aufsteigend ein silberner, rotbewehrter Greif, in den Fängen zwei Druckerballen in  schwarz, die Helmdecke von den Farben des Greifs.
Eine Verkehrsgeltung kommt ihm, wie allen Zunftwappen, nicht zu.
Nach einer liebgewordenen Legende der Drucker und Setzer wurde das Wappen von Kaiser Friedrich III. um 1470 verliehen und der Greif von Kaiser Ferdinand I. um 1650 als Figur hinzugefügt. Über diese Verleihung gibt es aber weder ein Dokument noch eine glaubwürdige Abschrift.
Von den Wappen und wappenähnlichen Zeichen der Buchdrucker und ihrer Korporationen (die nur in wenigen Städten und wohl erst seit dem späten 16. Jahrhundert tatsächlich zünftisch organisiert waren) sind die Buchdruckermarken zu unterscheiden, die einzelnen Werkstätten, Offizinen und seit dem 16. Jahrhundert auch Verlagen zuzuordnen sind. Auch sie haben oft die Gestalt des jeweiligen Stadt- oder Territorialwappens, das von einem Greifen oder Basilisken gehalten wird.